# Zugspitze
 (mai 2022).
La Zugspitze est un sommet situé dans la chaîne des Alpes, dans le massif du Wetterstein, dans les Alpes bavaroises. C'est le point culminant de l'Allemagne, avec 2 962 mètres d'altitude. La Zugspitze se situe sur la frontière autrichienne, mais le point culminant est en Allemagne. Elle fait partie du district de Garmisch-Partenkirchen.
La Zugspitze est située  dans une région de sports d'hiver et dispose d’un petit glacier, le Schneeferner, qui s’est rétréci pendant les dernières années à cause du réchauffement climatique. Site hautement touristique, ce sommet est notamment accessible par le chemin de fer de la Zugspitze et par des téléphériques, tant du côté allemand que du côté autrichien, ce dernier construit en 1926 par la société de téléphériques allemande Adolf Bleichert & Co. Du sommet, la vue s'étend sur quatre pays : vers Munich en Allemagne, le Grossvenediger en Autriche, le pic de la Bernina en Suisse et les Dolomites en Italie. Les températures moyennes se montent à −11,2 °C en janvier et 2,0 °C en juillet. La couverture de neige atteint en moyenne 385 cm en mars.

## Toponymie
Le nom Zugspitze vient de Spitze (« pointe », « sommet ») et de Zug (du verbe ziehen, « tirer »), désignant ici un couloir d’avalanche ; il s'agit donc du « sommet d'un couloir d'avalanche », référence au fait que de nombreuses avalanches se déclenchent depuis cette zone. Plusieurs noms de lieu de la région comportent ce composant Zug, pour des raisons similaires. Jusqu'au XIXe siècle, on utilisait plutôt la dénomination Zugspitz, de genre masculin.

## Géographie

### Altitude
Pendant longtemps, l'altitude de la Zugspitze a varié entre 2 960 et 2 970 mètres selon les sources. La valeur de 2 962,06 mètres est désormais officiellement attestée par le Bureau de mesure du Land de Bavière (Bayerischen Landesvermessungsamt).
Vue d'Autriche, la Zugspitze a 27 cm de moins qu'en Allemagne. En effet, l'Autriche prend encore comme référence le niveau de Trieste alors que l'Allemagne cale ses mesures sur le niveau d'Amsterdam.

## Histoire

### Première ascension

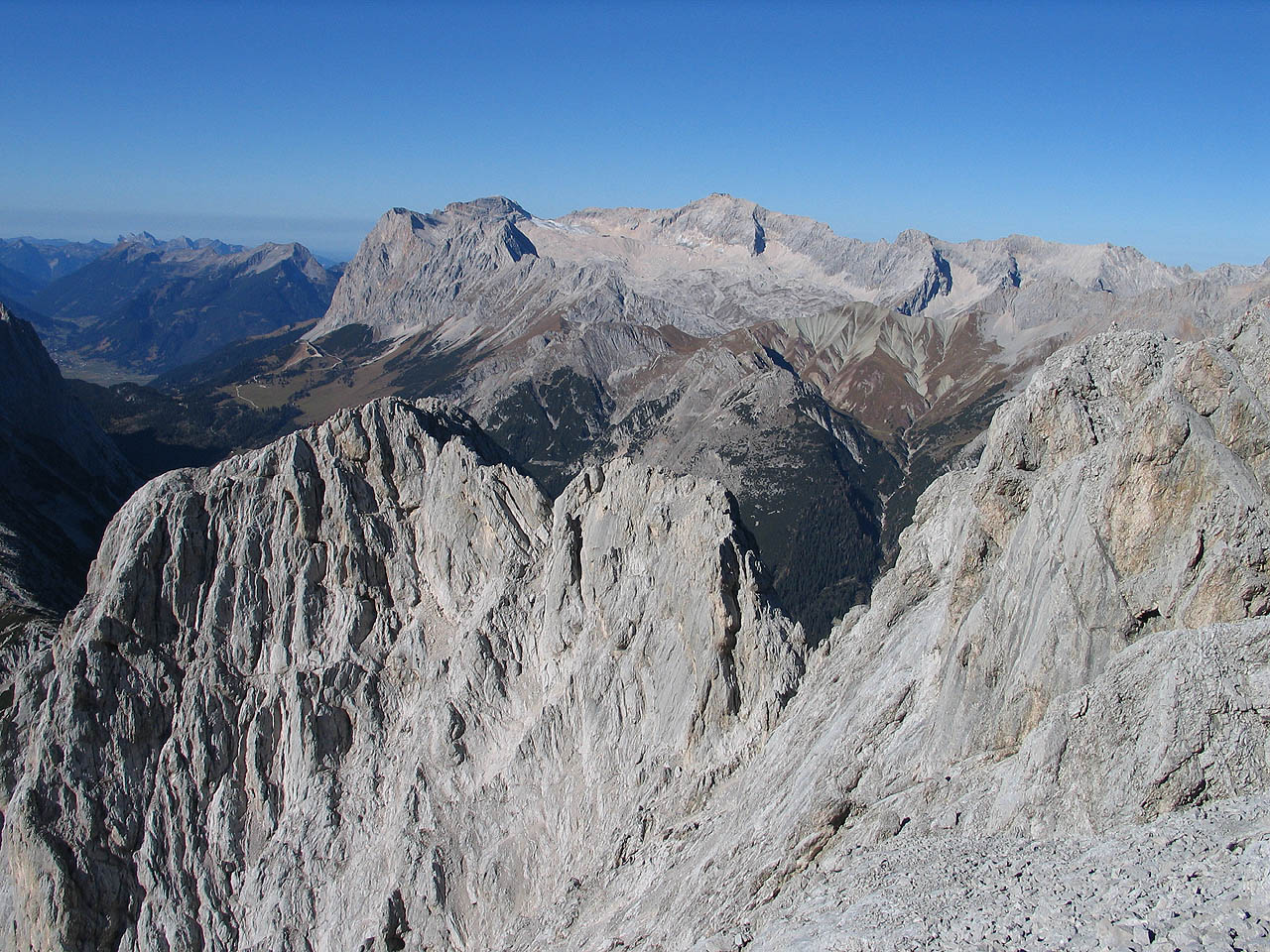
Zugspitzplatt et Zugspitze vus de la Hohe Munde.

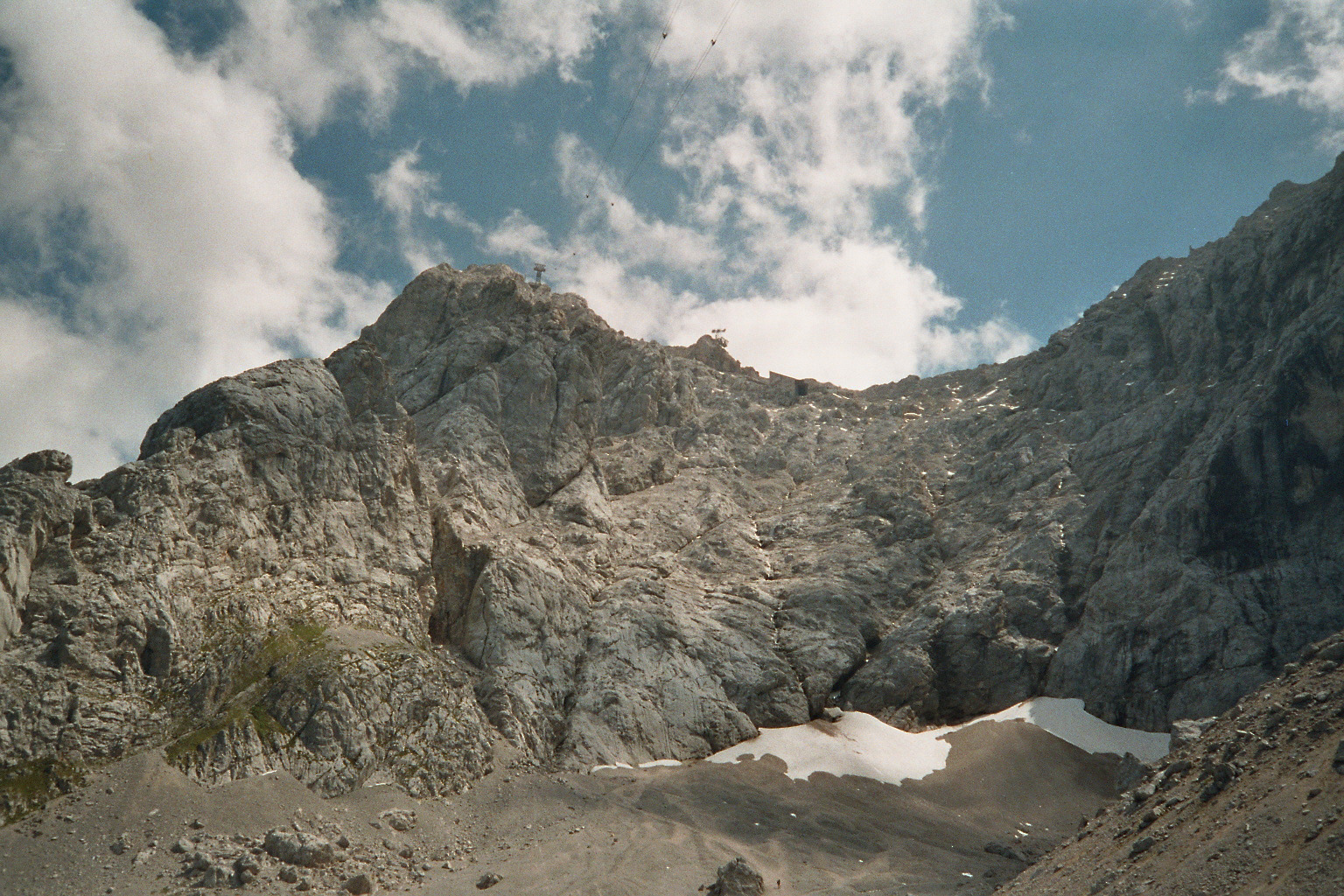
Le sommet vu du flanc occidental tyrolien.

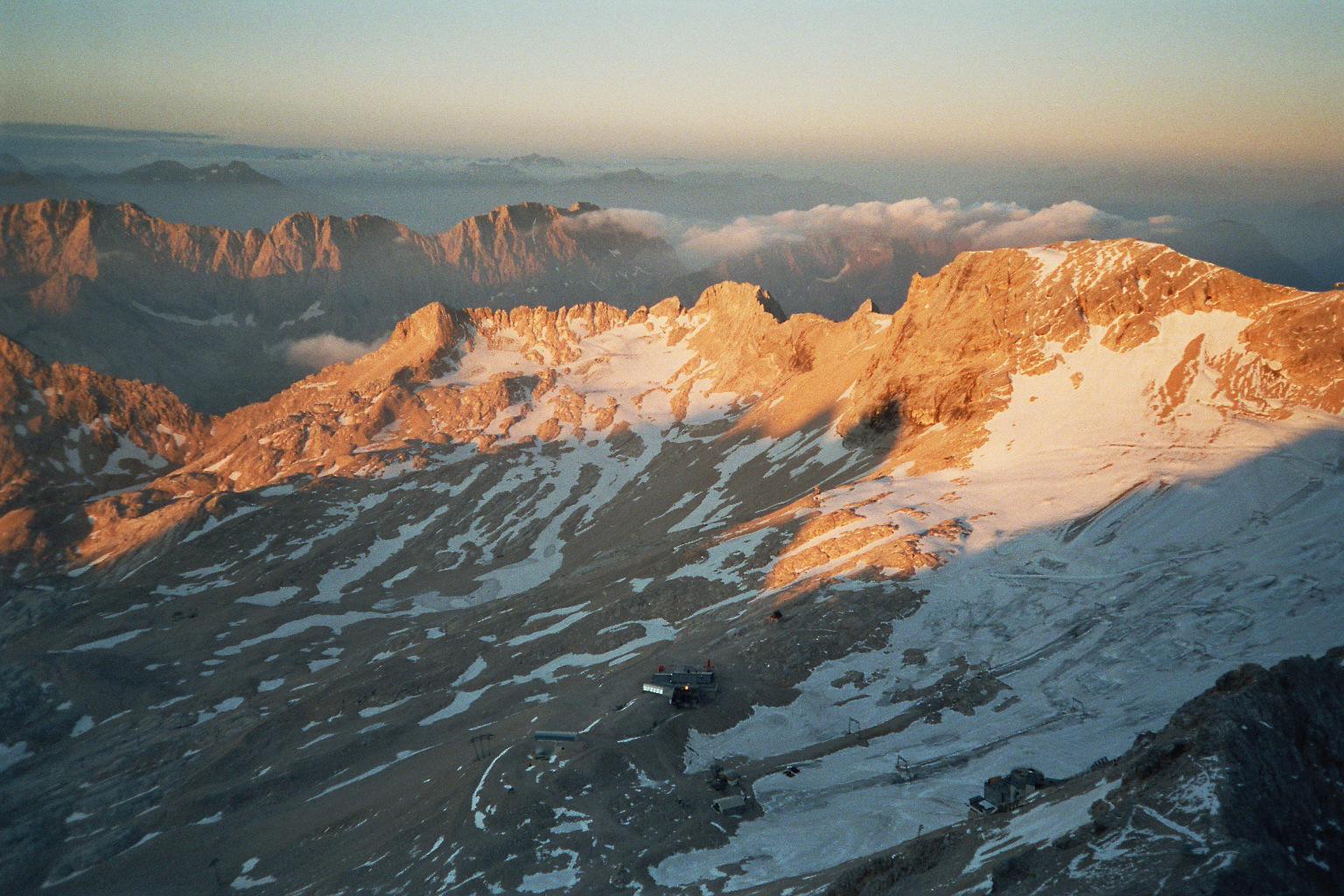
Vue de la plateforme sommitale en direction du sud-ouest.

C'est le lieutenant topographe Josef Naus, en mission pour le Bureau royal de topographie de Bavière (Königlich Bairisches Topographisches Bureau), accompagné de l'aide-géomètre Maier et du guide de montagne Joh. Georg Deutschl qui a officiellement atteint le premier le sommet le 27 août 1820. Mais une ascension  antérieure par des habitants de la région est possible, qui serait restée anonyme.
La première ascension hivernale a été réalisée le 7 janvier 1882 par F. Kilger, H. et J. Zametzer et H. Schwaiger.

### Station météorologique d'altitude
À l'automne 1898, Adolf Wenz a planifié la construction d'un observatoire météo sur la Zugspitze. Cet observatoire était le résultat d'une coopération entre l'Institut météorologique de Munich et les clubs alpins autrichien et allemand (Deutschen und Österreichischen Alpenvereins (DuÖAV)). Les travaux débutèrent en 1899 et l'observatoire a été inauguré le 19 juillet 1900 par le gouvernement royal de Bavière. Le météorologue, alpiniste et plus tard chercheur en Antarctique Josef Enzensperger y passa l'hiver 1900 comme premier observateur sur la nouvelle station d'observation du temps.
À part une courte interruption après la fin de la Seconde Guerre mondiale, des équipes permanentes d'observation se relaient dans cet observatoire. Non loin de là, l'Autriche entretient une station d'observation automatique.

## Activités

### Téléphérique de la Zugspitze
Le téléphérique de la Zugspitze est inauguré en 2017 et créé par l'entreprise autrichienne, Doppelmayr. Toutefois, en 2018, lors d'un exercice de sécurité, la chaîne qui retient la nacelle de secours casse et la nacelle chute de 280 mètres pour s'écraser sur l'une des deux cabines de la Zugspitze. Cinq ans plus tard, elle est toujours à l'arrêt pour des raisons de sécurité.

### Ascension
Le sommet peut être atteint pour les touristes soit par le chemin de fer à crémaillère partant de Garmisch-Partenkirchen, soit en téléphérique au départ du hameau d'Eibsee, un des cinq quartiers de la commune de Grainau. Du côté autrichien l'ascension est possible grâce au téléphérique au départ d'Obermoos sur la commune d'Ehrwald.
Les randonneurs peuvent aussi accéder au sommet, par plusieurs voies principales différentes :
- la voie la plus empruntée, certes la plus facile mais aussi la plus longue, part depuis la vallée de Reintal (voie de la première ascension). Elle passe par les refuges Bockhütte (1 052 m), Reintalangerhütte (1 370 m) et Knorrhütte (2 051 m). Au total, 2 232 mètres de dénivelé sont à franchir, pour une durée de marche de huit à dix heures en moyenne ;
- depuis la vallée de Höllental, qui emprunte douze tunnels creusés entre 1902 et 1905, et passe par le refuge Höllentalangerhütte (1 381 m). Elle dure entre sept et huit heures, et nécessite des passages en via ferrata ;
- Schneekar, depuis le lac Eibsee et via le refuge Wiener-Neustädter-Hütte (2 209 m). Huit heures de marche, pour 2 012 m de dénivelé ;
- l'arête Jubiläumsgrat, qui passe par le bivouac Höllengrathütte (2 684 m).

Quelle que soit la voie empruntée, le dénivelé de 2 200 mètres réserve l'ascension pédestre de la Zugspitze aux montagnards entraînés.